# Serpent's Embrace
Serpent's Embrace este cel de-al patrulea album de studio al formației germane de symphonic black metal - Agathodaimon. Albumul a fost lansat pe 24 august 2004 de Nuclear Blast Records. În 2009 Metal Mind Productions a relansat albumul ca ediție digipack remasterizată. 
Albumul are un stil mult mai progresiv în comparație cu albumele precedente. 

## Lista pieselor
| Nr.             | Titlu                                                         | Lungime |  |
| 1.              | „Cellos for the Insatiable”                                   | 04:05   |  |
| 2.              | „Serpent's Embrace”                                           | 04:15   |  |
| 3.              | „Rebirth”                                                     | 05:41   |  |
| 4.              | „Light Reborn”                                                | 05:03   |  |
| 5.              | „Faded Years”                                                 | 05:42   |  |
| 6.              | „Solitude”                                                    | 05:41   |  |
| 7.              | „Limbs of a Stare”                                            | 05:27   |  |
| 8.              | „The Darkness Inside”                                         | 05:00   |  |
| 9.              | „Bitter End”                                                  | 03:37   |  |
| 10.             | „Feelings”                                                    | 05:26   |  |
| 11.             | „Sacred Divinity” (bonus track)                               | 04:34   |  |
| 12.             | „Noaptea neființei” ("The Night of the Menace" (bonus track)) | 03:38   |  |
| Lungime totală: | Lungime totală:                                               | 57:29   |  |

- De asemenea conține un bonus multimedia: making of la "Serpent's Embrace" (atât la album cât și la videoclip), galerii foto, screensavere și wallpapere. "Noaptea neființei" este de fapt "'Die Nacht des Unwesens" de pe primul album al trupei, tradus în română.

## Personal
- Sathonys - chitare, vocal
- Matze - baterie
- Akaias - vocal
- Felix Ü. Walzer - clape
- Eddie - bass

### Personal adițional
- Ruth Knepel - vocal feminin
- Kristian Kohlmannslehner - producător, mixaj
- Katja Piolka - fotografie